# Iga Baumgart-Witan
Iga Baumgart-Witan (ur. 11 kwietnia 1989 w Bydgoszczy) – polska lekkoatletka, specjalizująca się w biegu na 400 metrów.  Mistrzyni olimpijska w sztafecie mieszanej 4 × 400 metrów, wicemistrzyni olimpijska w sztafecie 4 × 400 metrów. Srebrna i brązowa medalistka mistrzostw świata oraz mistrzyni Europy w sztafecie 4 × 400 metrów.

## Życiorys
Członkini reprezentacyjnej sztafety 4 × 400 metrów, która w 2007 była piąta na juniorskich mistrzostwach Europy, w 2009 szósta na mistrzostwach Europy młodzieżowców oraz w 2011 czwarta podczas kolejnej edycji czempionatu młodzieżowców. Na mistrzostwach Europy w Helsinkach (2012) sztafeta z Baumgart w składzie zajęła ósme miejsce, a podczas igrzysk olimpijskich w Londynie Polki nie awansowały do finału. Na mistrzostwach świata w Moskwie 2013 wraz ze sztafetą zajęła 9. miejsce. Startując w eliminacjach na mistrzostwach Europy w Amsterdamie (2016) w składzie na trzeciej zmianie uzyskała wraz z koleżankami z reprezentacji awans do finału, w którym nie wystartowała (sztafeta zajęła 4. miejsce). Na igrzyskach olimpijskich w Rio de Janeiro startowała w eliminacjach na trzeciej zmianie i po zajęciu trzeciego miejsca sztafeta awansowała do finału, w nim zajmując siódme miejsce (po dyskwalifikacji sztafety ukraińskiej Polska sztafeta przesunęła się na 6. miejsce). W 2017 Baumgart wraz z koleżankami podczas halowych mistrzostw Europy wywalczyła złoty medal w sztafecie 4 × 400 metrów, natomiast w tym samym roku zawodniczka sięgnęła po srebro IAAF World Relays. Podczas mistrzostw świata w Londynie zdobyła z koleżankami brązowy medal w sztafecie 4 × 400 metrów. Dwa tygodnie później w Tajpej na uniwersjadzie pomogła wywalczyć złoty medal w biegu rozstawnym 4 × 400 metrów. 11 sierpnia 2018 na stadionie olimpijskim w Berlinie podczas Mistrzostw Europy biegnąc na drugiej zmianie sztafety 4 × 400 m zdobyła złoty medal (w biegu indywidualnym w finale zajęła 5. miejsce z czasem 51,24)
Uczestniczka drużynowych mistrzostw Europy oraz meczów międzypaństwowych.
Medalistka mistrzostw Polski seniorów ma w indywidualnym dorobku dwa złote medale (Białystok 2017, Radom 2019), cztery srebrne medale (Bydgoszcz 2011, Bielsko-Biała 2012, Kraków 2015,Włocławek 2020) oraz trzy brązowe. Czterokrotnie stawała na podium młodzieżowych mistrzostw Polski (trzykrotnie w biegu na 400 metrów i raz w biegu na 200 m).
W 2021 została odznaczona Krzyżem Oficerskim Orderu Odrodzenia Polski.

## Osiągnięcia
| Rok  | Impreza                                 | Miejsce        | Konkurencja        | Lokata     | Wynik           |
| ---- | --------------------------------------- | -------------- | ------------------ | ---------- | --------------- |
| 2006 | Gimnazjada                              | Saloniki       | bieg na 400 m      | 8. miejsce | 56,14           |
| 2006 | Gimnazjada                              | Saloniki       | sztafeta 4 × 400 m | 7. miejsce |                 |
| 2007 | Mistrzostwa Europy juniorów             | Hengelo        | bieg na 400 m      | eliminacje | 54,69           |
| 2007 | Mistrzostwa Europy juniorów             | Hengelo        | sztafeta 4 × 400 m | 5. miejsce | 3:39,26         |
| 2009 | Młodzieżowe mistrzostwa Europy          | Kowno          | bieg na 400 m      | eliminacje | 54,97           |
| 2009 | Młodzieżowe mistrzostwa Europy          | Kowno          | sztafeta 4 × 400 m | 6. miejsce | 3:33,49         |
| 2011 | Superliga drużynowych mistrzostw Europy | Sztokholm      | sztafeta 4 × 400 m | 4. miejsce | 3:35,65         |
| 2011 | Młodzieżowe mistrzostwa Europy          | Ostrawa        | bieg na 400 m      | eliminacje | 54,53           |
| 2011 | Młodzieżowe mistrzostwa Europy          | Ostrawa        | sztafeta 4 × 400 m | 4. miejsce | 3:36,42         |
| 2012 | Mistrzostwa Europy                      | Helsinki       | sztafeta 4 × 400 m | 8. miejsce | 3:30,17         |
| 2012 | Igrzyska olimpijskie                    | Londyn         | sztafeta 4 × 400 m | eliminacje | 3:30,15         |
| 2013 | Mistrzostwa świata                      | Moskwa         | sztafeta 4 × 400 m | eliminacje | 3:29,75         |
| 2014 | Mistrzostwa Europy                      | Zurych         | sztafeta 4 × 400 m | 5. miejsce | 3:25,73         |
| 2015 | Mistrzostwa świata                      | Pekin          | bieg na 400 m      | eliminacje | 52,02           |
| 2016 | Mistrzostwa Europy                      | Amsterdam      | sztafeta 4 × 400 m | 4. miejsce | 3:27,60         |
| 2016 | Igrzyska olimpijskie                    | Rio de Janeiro | sztafeta 4 × 400 m | 7. miejsce | 3:27,28         |
| 2017 | Halowe mistrzostwa Europy               | Belgrad        | bieg na 400 m      | półfinał   | 53,76           |
| 2017 | Halowe mistrzostwa Europy               | Belgrad        | sztafeta 4 × 400 m | 1. miejsce | 3:29,94         |
| 2017 | IAAF World Relays                       | Nassau         | sztafeta 4 × 400 m | 2. miejsce | 3:28,28         |
| 2017 | Superliga drużynowych mistrzostw Europy | Lille          | bieg na 400 m      | 4. miejsce | 52,18           |
| 2017 | Superliga drużynowych mistrzostw Europy | Lille          | sztafeta 4 × 400 m | 1. miejsce | 3:27,60         |
| 2017 | Mistrzostwa świata                      | Londyn         | bieg na 400 m      | półfinał   | 51,81           |
| 2017 | Mistrzostwa świata                      | Londyn         | sztafeta 4 × 400 m | 3. miejsce | 3:25,41         |
| 2017 | Uniwersjada                             | Tajpej         | bieg na 400 m      | 6. miejsce | 52,46           |
| 2017 | Uniwersjada                             | Tajpej         | sztafeta 4 × 400 m | 1. miejsce | 3:26,75         |
| 2018 | Mistrzostwa Europy                      | Berlin         | bieg na 400 m      | 5. miejsce | 51,24           |
| 2018 | Mistrzostwa Europy                      | Berlin         | sztafeta 4 × 400 m | 1. miejsce | 3:26,59         |
| 2019 | Halowe mistrzostwa Europy               | Glasgow        | bieg na 400 m      | półfinał   | 53,83           |
| 2019 | Halowe mistrzostwa Europy               | Glasgow        | sztafeta 4 × 400 m | 1. miejsce | 3:28,77         |
| 2019 | Superliga drużynowych mistrzostw Europy | Bydgoszcz      | sztafeta 4 x 400 m | 1. miejsce | 3:24,81         |
| 2019 | Mistrzostwa świata                      | Doha           | bieg na 400 m      | 8. miejsce | 51,29           |
| 2019 | Mistrzostwa świata                      | Doha           | sztafeta 4 x 400 m | 2. miejsce | 3:21,89         |
| 2019 | Mistrzostwa świata                      | Doha           | sztafeta mieszana  | 5. miejsce | 3:12,33         |
| 2021 | Igrzyska olimpijskie                    | Tokio          | sztafeta 4 × 400 m | 2. miejsce | 3:20,53         |
| 2021 | Igrzyska olimpijskie                    | Tokio          | sztafeta mieszana  | 1. miejsce | 3:09,87 (elim.) |
| 2022 | Halowe mistrzostwa świata               | Belgrad        | sztafeta 4 × 400 m | 3. miejsce | 3:28,59         |
| 2022 | Mistrzostwa świata                      | Eugene         | sztafeta mieszana  | 4. miejsce | 3:12,31 (elim.) |
| 2022 | Mistrzostwa Europy                      | Monachium      | bieg na 400 m      | 8. miejsce | 51,28           |
| 2022 | Mistrzostwa Europy                      | Monachium      | sztafeta 4 × 400 m | 2. miejsce | 3:21,68         |

## Rekordy życiowe
- Bieg na 400 metrów (stadion) – 51,02 (1 października 2019, Doha) 5. wynik w polskich tabelach historycznych
- Bieg na 400 metrów (hala) – 51,91 (6 lutego 2019, Toruń) 4. wynik w historii polskiej lekkoatletyki w hali[4]

## Życie prywatne
25 grudnia 2017 r. wyszła za mąż za Andrzeja Witana, ówczesnego bramkarza Bytovii Bytów. 29 marca 2019 została żołnierzem 8. Kujawsko-Pomorskiej Brygady Obrony Terytorialnej.